# Вилейкис, Альгирдас-Анатолиюс Пятрович
Альгирдас-Анатолиюс Пятрович Вилейкис — советский хозяйственный, государственный и политический деятель.

## Биография
Родился в 1933 году в Литве. Член КПСС с 1962 года.
С 1955 года — на хозяйственной, общественной и политической работе. В 1955—2002 гг. — инженер дорожного строительства, старший инженер, начальник отдела, начальник управления Министерства автомобильного транспорта и шоссейных дорог Литовской ССР, председатель Октябрьского райисполкома города Вильнюса, заместитель, первый заместитель председателя, председатель Вильнюсского горисполкома, начальник отдела, директор Департамента международных отношений Министерства транспорта и коммуникаций Литовской Республики.
Избирался депутатом Верховного Совета Литовской ССР 8-11-го созывов.
Жил в Литве.